# Olive (Band)
Olive war eine Dance-/Breakbeat-/Trip-Hop-Formation aus Nordengland, die Ende der 1990er-Jahre aktiv war. Die Gründungsmitglieder waren Tim Kellett (Produzent, Instrumentalist und Songwriter, vormals bei Simply Red), Robin Taylor-Firth (Produzent, Keyboards, Sequencing) und Ruth-Ann Boyle (Gesang). Die Band gab zwei Alben heraus, das zweite ohne Taylor-Firth, der zuvor die Band bereits verlassen hatte.
Olive wurde 1997 durch die Single You’re Not Alone schlagartig berühmt und erreichte Platz 1 der britischen Charts.

## Rezeption
Beim Ivor Novello Award 1997 empfingen Kellett und Taylor-Firth am 28. Mai 1998 den Best Dance Music Award für You’re Not Alone. Das Lied wurde 2002 von dem deutschen Produzenten ATB gecovert. Ein weiteres Cover wurde Anfang 2011 von dem Dänen Mads Langer veröffentlicht. Während der Trickle-Tour durch Amerika ging die Band davon aus, dass 60 bis 70 Prozent ihres Publikums homosexuell war, dies war auch der Grund, warum sie ihren Schlussauftritt bei der San Francisco Pride hatte.

## Diskografie

### Studioalben
- 1997: Extra Virgin (RCA)
- 2000: Trickle (Maverick)

### Singles
- 1996: Miracle (RCA)
- 1996: You’re Not Alone (RCA)
- 1997: Miracle (Remix) (RCA)
- 1997: You’re Not Alone (Remix) (RCA)
- 1997: Outlaw (RCA)
- 2000: I’m Not in Love (Maverick)